# ستالين (فلم 1992)
ستالين (الروسية: Сталин) هو فيلم تلفزيوني من إنتاج 1992، من بُطولة الممثل روبرت دوفال الذي جسّد الزعيم السوفيتي جوزيف ستالين وفاز الفيلم بثلاث جوائز غولدن غلوب، كذلك فاز الممثل روبرت دوفال بجائزة أفضل مُمثل. تم تصوير الفيلم في بودابست، والمجر، وموسكو، وروسيا، وبالقُرب من الكرملين.

## الأحداث
الفيلم يصور الحياة السياسية والشخصية للزعيم السوفيتي جوزيف فيساريونوفيتش ستالين وكيف وصل إلى الحُكم وتمكن من تحويل الاتحاد السوفيتي إلى قوة عُظمى كذلك يُسلِط الضوء على سُلوك ستالين وتصفيته لمُعارضيه وعلاقته مع زوجتة. يَستنِد الفيلم إلى المذكرات التي كتبتها ابنة ستالين عندما كانت في الولايات المتحدة عام 1967.

## طاقم التمثيل
- روبرت دوفال، جوزيف ستالين
- جوليا أورموند، ناديا اليليوف
- ماكسيميليان شيل، فلاديمير لينين
- جيروين كاربي، نيكولاي بوخارين
- جوان بلوريت، أولغا اليليوف
- فرانك فينلي، سيرغي الليلوييف
- دانيال ماسي، ليون تروتسكي
- أندراس بالينت، غريغوري زينوفيف
- اميل فلك، ليف كامينيف
- روشان سيث، لافرينتي بيريا
- أوسزتيكس ماتياش، نيكولاي يجوف
- جون باو، كليمنت فوروشيلوف
- جيم كارتر، اوردجونيكيدزه
- إيوان موراي، نيكيتا خروشوف
- كولين جيفونس، جينريخ ياجودا
- مريم مارجوليس، ناديا كروبسكايا
- كيفين ماكنالي، سيرجي كيروف
- كلايف ميريسون، فياتشيسلاف مولوتوف
- ليزا أورجوليني، آنيا لارينا
- جوانا روث، سفيتلانا ستالين
- الكسندر فيكليستوف، ليونيد نيكولاييف

## روابط خارجية
- مقالات تستعمل روابط فنية بلا صلة مع ويكي بيانات